# Lancia prodigealis
Lancia prodigealis là một loài bướm đêm trong họ Crambidae.